# Graves-Saint-Amant
Pour les articles homonymes, voir Graves et Saint-Amant.
Graves-Saint-Amant est une commune du sud-ouest de la France, située dans le département de la Charente, en région Nouvelle-Aquitaine.
Ses habitants sont appelés les Gravois.

## Géographie

### Localisation et accès
Graves-Saint-Amant est une commune de l'ouest de la Charente située à 6 km au nord-ouest de Châteauneuf-sur-Charente, le chef-lieu de son canton, et 7 km au sud-est de Jarnac, sur la rive gauche de la Charente.
Elle est aussi à 4 km à l'est de Saint-Même-les-Carrières, 8 km au sud-ouest d'Hiersac, 19 km à l'est de Cognac, et 20 km à l'ouest d'Angoulême.
La route principale de la commune est la D 10 qui va de Jarnac à Châteauneuf et qui passe à 1,5 km au sud du bourg de Saint-Amant. Un réseau de routes départementales secondaires irrigue la commune ; la D 54 qui longe la Charente et la D 155 qui la traverse se croisent près du bourg de Saint-Amant.
La ligne Angoulême - Saintes traverse la commune, et la gare la plus proche est celle de Châteauneuf ou celle de Jarnac, desservie par des TER à destination d'Angoulême, Cognac, Saintes et Royan.

### Hameaux et lieux-dits
Les villages qui ont donné leur nom à la commune sont Saint-Amant-de-Graves, qui en est le bourg principal, et Graves, situé plus à l'ouest et ne comprenant quasiment qu'une église.
La commune comporte par ailleurs des hameaux : les Aireaux, la Natrie à l'ouest, chez Texier, la Groie, chez Brisson au sud, chez Jean Millaud à l'est, ainsi que de nombreuses fermes.

### Communes limitrophes
|                          | Bassac             | Saint-Simon     |
| Saint-Même-les-Carrières | Graves-Saint-Amant | Angeac-Charente |
|                          | Bouteville         |                 |

### Géologie et relief
La commune occupe le calcaire datant du Crétacé, comme les zones situées au sud et sur la rive gauche de la Charente entre Angoulême et Cognac.
Le Jurassique supérieur occupe toutefois une étroite bande (de moins de 200 m) en bordure de la vallée de la Charente, entre la Natrie et chez Brisson. Il s'agit du Purbeckien, marne riche en argile et en gypse de la fin du Jurassique mordant sur la période du Crétacé inférieur, et composant la zone du Pays-Bas située plus au nord-ouest.
Le Crétacé supérieur s'étage entre le Cénomanien dans les parties basses, le Turonien (ou Angoumien) au centre et le Coniacien sur les hauteurs au sud-ouest de la commune. Une cuesta, faiblement marquée dans la commune, sépare le Turonien inférieur du Turonien supérieur (calcaire plus dur, à rudistes), à la Garenne d'Anqueville. On retrouve cet escarpement plus nettement vers l'est en direction de Châteauneuf, La Couronne et le plateau d'Angoulême, et vers l'ouest en direction de Saint-Même.
L'Angoumien a été exploité par des carrières de pierre de taille souterraines, souvent reconverties en champignonnières, ou à ciel ouvert (la Garenne d'Anqueville).
La vallée de la Charente est occupée par des alluvions du Quaternaire. Ces alluvions sont récentes pour la partie inondable, et plus anciennes sur une basse terrasse large d'un kilomètre. Ces dernières ont été exploitées pour leur sable,,.
Le relief de la commune est constitué en trois niveaux. Du nord au sud, le niveau le plus bas est constitué par la vallée de la Charente, d'une altitude de 20 m environ et où sont situés les bourgs de Saint-Amant et Graves, puis la cuesta délimite un palier d'une altitude de 60 m, couvert de vignobles; enfin, plus au sud, les hauteurs boisées culminent à 97 m. Le point le plus bas est à 14 m, situé dans la partie inondable de la Charente (la Prée).

### Hydrographie

#### Réseau hydrographique

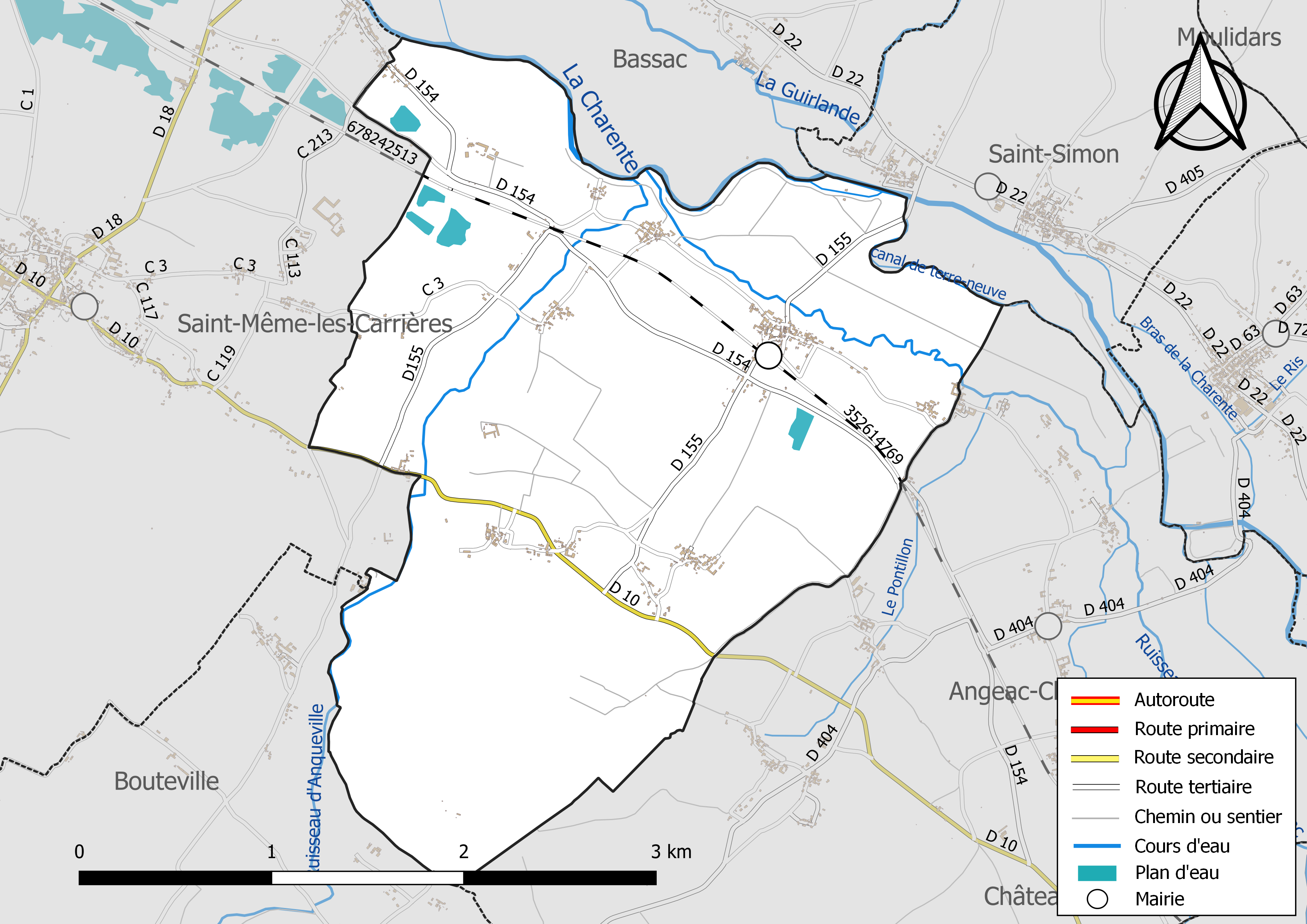
Réseaux hydrographique et routier de Graves-Saint-Amant.

La commune est située dans le bassin versant de la Charente au sein du Bassin Adour-Garonne. Elle est drainée par la Charente, le ruisseau d'Anqueville, le ruisseau des Moulins-d'Angeac, canal de terre-neuve, qui constituent un réseau hydrographique de 7 km de longueur totale,.
La Charente borde la commune au nord. Le ruisseau des Moulins d'Angeac et le canal de Terre-Neuve sont des bras de la Charente et délimite la prairie de Saint-Amant.
Le ruisseau d'Anqueville traverse l'ouest de la commune. Des étangs occupent d'anciennes sablières entre Bois-Charente et le bourg de Saint-Amant, le long de la voie ferrée.

#### Gestion des eaux
Le territoire communal est couvert par le schéma d'aménagement et de gestion des eaux (SAGE) « Charente ». Ce document de planification, dont le territoire correspond au bassin de la Charente, d'une superficie de 9 300 km2, a été approuvé le 19 novembre 2019. La structure porteuse de l'élaboration et de la mise en œuvre est l'établissement public territorial de bassin Charente. Il définit sur son territoire les objectifs généraux d’utilisation, de mise en valeur et de protection quantitative et qualitative des ressources en eau superficielle et souterraine, en respect des objectifs de qualité définis dans le troisième SDAGE  du Bassin Adour-Garonne qui couvre la période 2022-2027, approuvé le 10 mars 2022.

### Climat
Comme dans les trois quarts sud et ouest du département, le climat est océanique aquitain.

## Urbanisme

### Typologie
Au 1er janvier 2024, Graves-Saint-Amant est catégorisée commune rurale à habitat dispersé, selon la nouvelle grille communale de densité à 7 niveaux définie par l'Insee en 2022.
Elle est située hors unité urbaine et hors attraction des villes,.

### Occupation des sols
L'occupation des sols de la commune, telle qu'elle ressort de la base de données européenne d’occupation biophysique des sols Corine Land Cover (CLC), est marquée par l'importance des territoires agricoles (74,1 % en 2018), une proportion sensiblement équivalente à celle de 1990 (74,4 %). La répartition détaillée en 2018 est la suivante : 
cultures permanentes (36,5 %), zones agricoles hétérogènes (26,2 %), forêts (20,8 %), terres arables (11,5 %), mines, décharges et chantiers (2,9 %), milieux à végétation arbustive et/ou herbacée (2,2 %). L'évolution de l’occupation des sols de la commune et de ses infrastructures peut être observée sur les différentes représentations cartographiques du territoire : la carte de Cassini (XVIIIe siècle), la carte d'état-major (1820-1866) et les cartes ou photos aériennes de l'IGN pour la période actuelle (1950 à aujourd'hui).

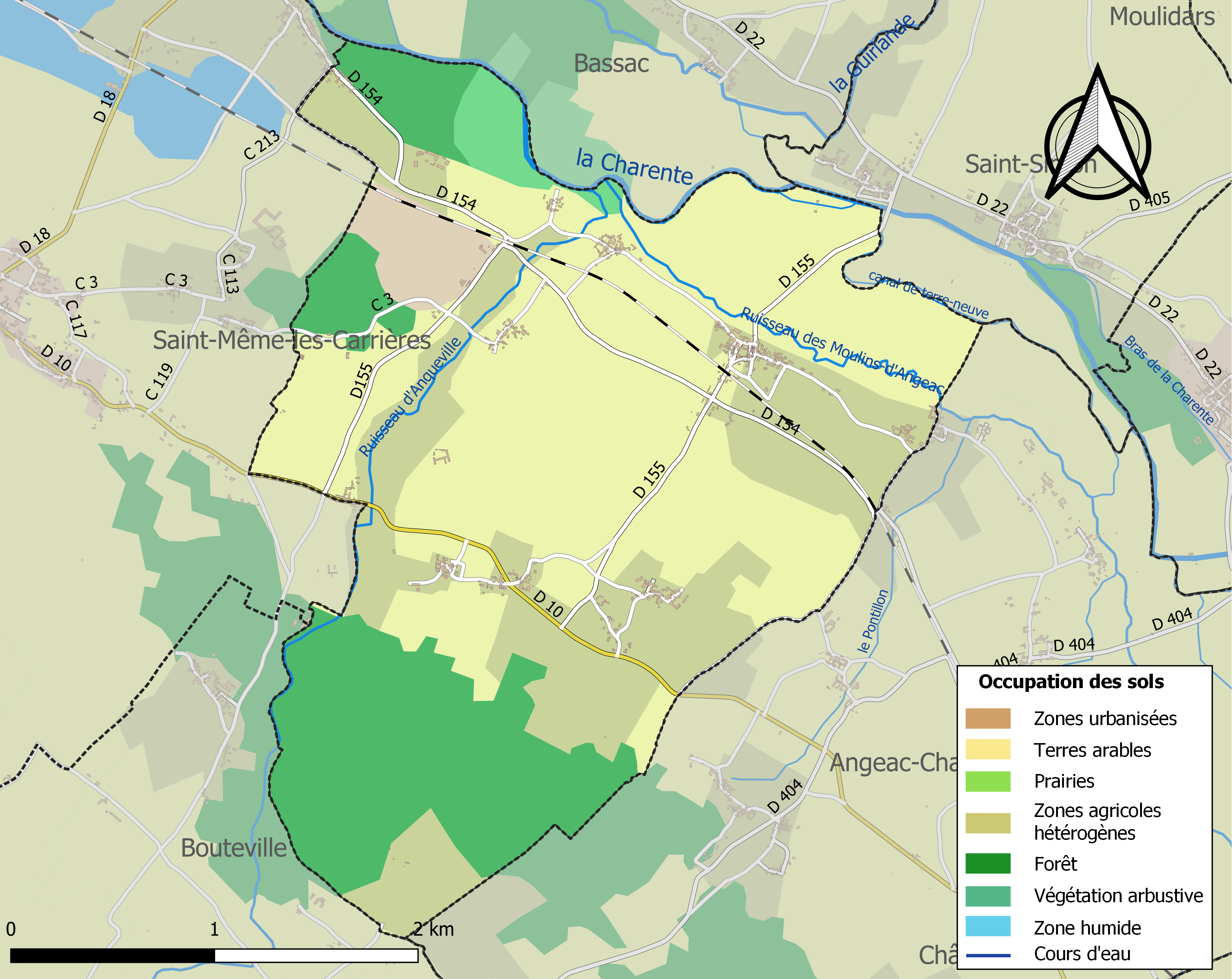
Carte des infrastructures et de l'occupation des sols de la commune en 2018 (CLC).

### Risques majeurs
Le territoire de la commune de Graves-Saint-Amant est vulnérable à différents aléas naturels : météorologiques (tempête, orage, neige, grand froid, canicule ou sécheresse), inondations et séisme (sismicité modérée). Un site publié par le BRGM permet d'évaluer simplement et rapidement les risques d'un bien localisé soit par son adresse soit par le numéro de sa parcelle.
La commune fait partie du territoire à risques importants d'inondation (TRI) Saintes-Cognac-Angoulême, regroupant 46 communes concernées par un risque de débordement du fleuve Charente (34 en Charente et 12 en Charente-Maritime), un des 18 TRI qui ont été arrêtés fin 2012 sur le bassin Adour-Garonne. Les événements antérieurs à 2014 les plus significatifs sont les crues de l'hiver 1779, de 1842, de 1859, du 9 décembre 1882 du 19 février 1904, du 10 janvier 1961, de mars-avril 1962, du 24 décembre 1982 et du 8 janvier 1994. Des cartes des surfaces inondables ont été établies pour trois scénarios : fréquent (crue de temps de retour de 10 ans à 30 ans), moyen (temps de retour de 100 ans à 300 ans) et extrême (temps de retour de l'ordre de 1 000 ans, qui met en défaut tout système de protection). La commune a été reconnue en état de catastrophe naturelle au titre des dommages causés par les inondations et coulées de boue survenues en 1982, 1987, 1993, 1999 et 2021,.

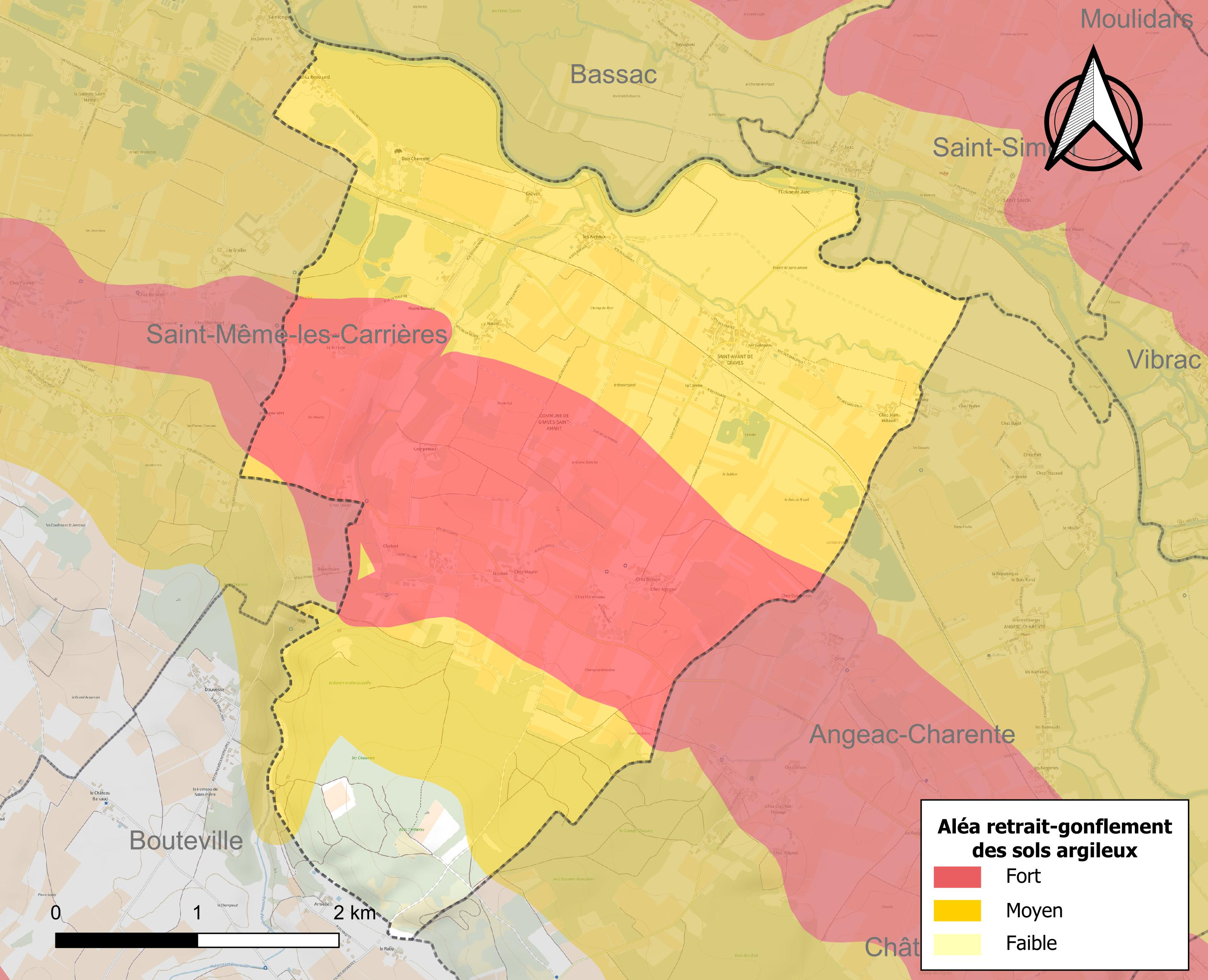
Carte des zones d'aléa retrait-gonflement des sols argileux de Graves-Saint-Amant.

Le retrait-gonflement des sols argileux est susceptible d'engendrer des dommages importants aux bâtiments en cas d’alternance de périodes de sécheresse et de pluie. 93,9 % de la superficie communale est en aléa moyen ou fort (67,4 % au niveau départemental et 48,5 % au niveau national). Sur les 206 bâtiments dénombrés sur la commune en 2019,  206 sont en aléa moyen ou fort, soit 100 %, à comparer aux 81 % au niveau départemental et 54 % au niveau national. Une cartographie de l'exposition du territoire national au retrait gonflement des sols argileux est disponible sur le site du BRGM,.
Par ailleurs, afin de mieux appréhender le risque d’affaissement de terrain, l'inventaire national des cavités souterraines permet de localiser celles situées sur la commune.
Concernant les mouvements de terrains, la commune a été reconnue en état de catastrophe naturelle au titre des dommages causés par la sécheresse en 2003 et par des mouvements de terrain en 1999.

## Toponymie
Les formes anciennes pour Graves sont Gravia, Graverio en 1220, et pour Saint-Amant-de-Graves, Sanctus Amantius de Gravia (non daté, mais vers le XVe siècle).
Le bas latin gravia, issu du pré-latin grava (petite pierre), désigne un terrain plat couvert de sables et de graviers,.
En Charente, les Saint-Amant se répartissent entre deux origines : Amandius était évêque de Bordeaux au Ve siècle. Amantius était aussi un saint, mais du VIIe siècle, né à Bordeaux puis ermite, célébré dans le diocèse d'Angoulême. D'après A.Dauzat, Saint-Amant-de-Graves ferait partie de la première catégorie, ce qu'infirme la forme ancienne qu'il ne mentionne pas, peut-être parce que cette paroisse était dans l'ancien diocèse de Saintes,.

## Histoire
Les Giraud d'Anqueville, seigneurs de Bois-Charente, ont construit le château au XVIe siècle.
En 1680, le château passe par mariage à François Goulard, seigneur de la Faye, et il devient la propriété de Jean Thioulet, gentilhomme du roi, au début du XVIIIe siècle. Bois-Charente a appartenu au début du XXe siècle à Jean Fougerat dit Élie, riche propriétaire et bienfaiteur, mort en 1932.
Les plus anciens registres paroissiaux de Graves remontent à 1633.
Comme sa voisine Angeac, la paroisse de Saint-Amant-de-Graves était une dépendance de la seigneurie de Vibrac.
L'église de Saint-Amant avait été donnée en 1124 par l'évêque d'Angoulême, Girard II, à l'abbaye de Savigny, qui l'avait remise au prieuré de Bouteville. Ce dernier conserva la paroisse jusque vers la fin du XVe siècle. En 1460, Saint-Amant fut le siège d'un prieuré en propre. Hélas les guerres de religion lui furent préjudiciables, et il fut supprimé en 1580,.
Plusieurs moulins ont existé mais ils avaient déjà disparu au XVIIe siècle; il ne restait au début du XXe siècle que le moulin de Courpeteau construit au XVIIIe siècle, sur le ruisseau d'Anqueville (sur Saint-Amant).
Pendant la Révolution, la commune de Saint-Amant-de-Graves s'est appelée provisoirement Amant-Charente.
Au 1er janvier 1997, la commune de Graves fusionne avec celle de Saint-Amant-de-Graves qui prend alors le nom de Graves-Saint-Amant.

## Administration

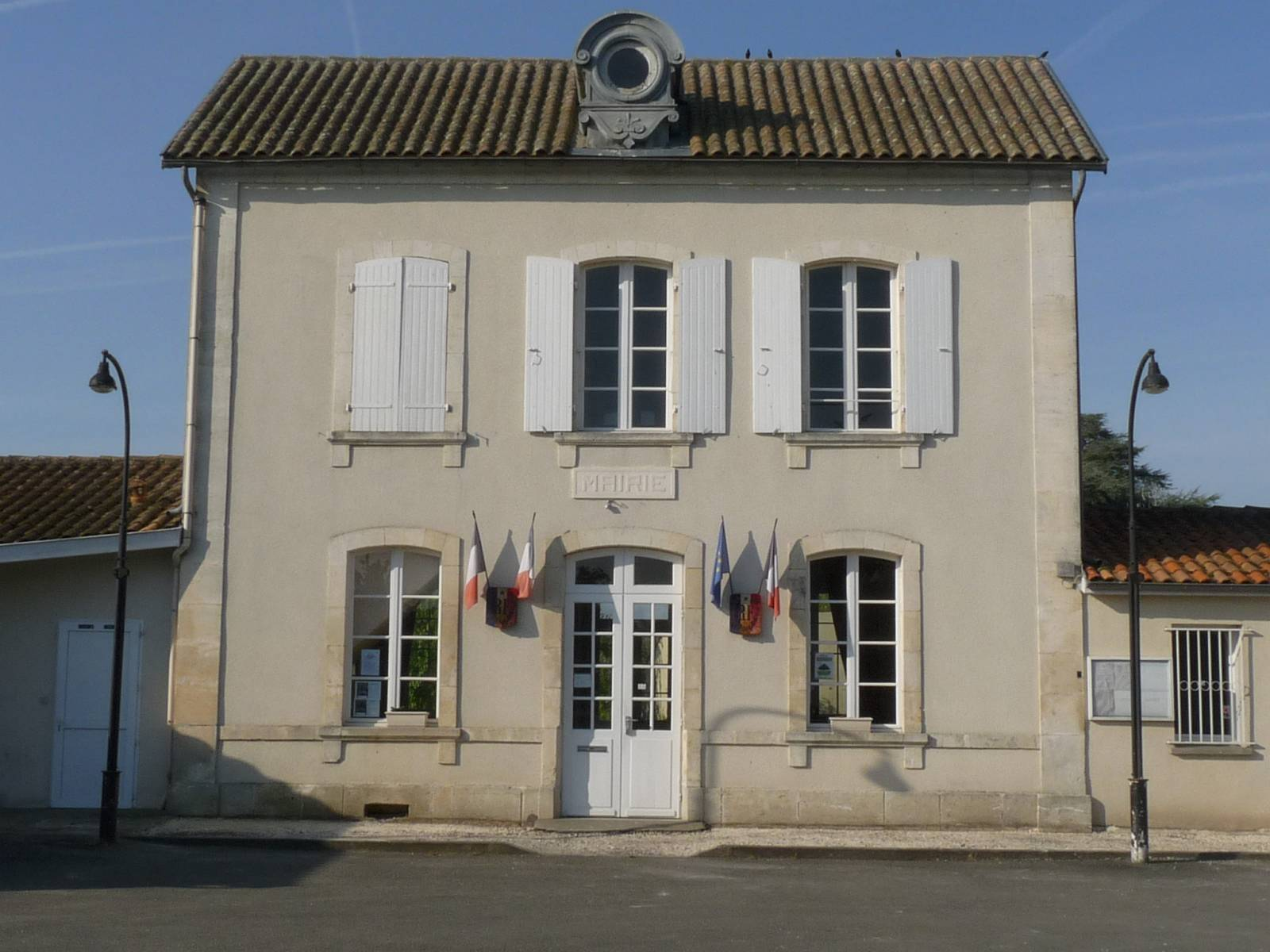
La mairie, dans l'ancienne gare SNCF.

Graves-Saint-Amant est une commune très jeune. Elle existe officiellement depuis l'article A17-12-1996 du journal officiel du 23 janvier 1997.
La commune est née de la fusion entre Saint-Amant-de-Graves (de code commune 16297) et de Graves (de code commune 16159), qui a été absorbée, aussi Graves-Saint-Amant conserve le code 16297.
| Période                                  | Période  | Identité           | Étiquette | Qualité               |
| ---------------------------------------- | -------- | ------------------ | --------- | --------------------- |
| Les données manquantes sont à compléter. |          |                    |           |                       |
| 1977                                     | 2014     | Jean-Louis Brillet | SE        | Viticulteur négociant |
| 2014                                     | En cours | Christian Jobit    |           | Viticulteur           |

## Démographie

### Évolution démographique
L'évolution du nombre d'habitants est connue à travers les recensements de la population effectués dans la commune depuis 1793. Pour les communes de moins de 10 000 habitants, une enquête de recensement portant sur toute la population est réalisée tous les cinq ans, les populations de référence des années intermédiaires étant quant à elles estimées par interpolation ou extrapolation. Pour la commune, le premier recensement exhaustif entrant dans le cadre du nouveau dispositif a été réalisé en 2005.

En 2022, la commune comptait 328 habitants, en évolution de −4,09 % par rapport à 2016 (Charente : −0,48 %, France hors Mayotte : +2,11 %).
| 1793 | 1800 | 1806 | 1821 | 1831 | 1841 | 1846 | 1851 | 1856 |
| ---- | ---- | ---- | ---- | ---- | ---- | ---- | ---- | ---- |
| 361  | 348  | 386  | 357  | 347  | 322  | 316  | 336  | 332  |

| 1861 | 1866 | 1872 | 1876 | 1881 | 1886 | 1891 | 1896 | 1901 |
| ---- | ---- | ---- | ---- | ---- | ---- | ---- | ---- | ---- |
| 328  | 300  | 299  | 287  | 298  | 305  | 285  | 250  | 268  |

| 1906 | 1911 | 1921 | 1926 | 1931 | 1936 | 1946 | 1954 | 1962 |
| ---- | ---- | ---- | ---- | ---- | ---- | ---- | ---- | ---- |
| 278  | 267  | 246  | 227  | 232  | 147  | 228  | 244  | 214  |

| 1968 | 1975 | 1982 | 1990 | 1999 | 2005 | 2006 | 2010 | 2015 |
| ---- | ---- | ---- | ---- | ---- | ---- | ---- | ---- | ---- |
| 227  | 217  | 203  | 259  | 338  | 326  | 313  | 337  | 338  |

| 2020 | 2022 | - | - | - | - | - | - | - |
| ---- | ---- | - | - | - | - | - | - | - |
| 327  | 328  | - | - | - | - | - | - | - |

### Pyramide des âges
La population de la commune est relativement âgée.
En 2018, le taux de personnes d'un âge inférieur à 30 ans s'élève à 23,9 %, soit en dessous de la moyenne départementale (30,2 %). À l'inverse, le taux de personnes d'âge supérieur à 60 ans est de 38,8 % la même année, alors qu'il est de 32,3 % au niveau départemental.
En 2018, la commune comptait 167 hommes pour 165 femmes, soit un taux de 50,3 % d'hommes, légèrement supérieur au taux départemental (48,41 %).
Les pyramides des âges de la commune et du département s'établissent comme suit.
| Hommes | Classe d’âge | Femmes |
| ------ | ------------ | ------ |
| 1,2    | 90 ou +      | 1,8    |
| 7,9    | 75-89 ans    | 9,8    |
| 26,2   | 60-74 ans    | 30,7   |
| 23,8   | 45-59 ans    | 18,4   |
| 15,9   | 30-44 ans    | 16,6   |
| 8,5    | 15-29 ans    | 10,4   |
| 16,5   | 0-14 ans     | 12,3   |

| Hommes | Classe d’âge | Femmes |
| ------ | ------------ | ------ |
| 1      | 90 ou +      | 2,7    |
| 9,2    | 75-89 ans    | 12     |
| 20,6   | 60-74 ans    | 21,3   |
| 20,7   | 45-59 ans    | 20,3   |
| 16,8   | 30-44 ans    | 16     |
| 15,6   | 15-29 ans    | 13,4   |
| 16,1   | 0-14 ans     | 14,3   |

### Remarques
Saint-Amant-de-Graves a absorbé Graves en 1996.
| 1800 | 1851 | 1901 | 1936 | 1962 | 1968 |
| ---- | ---- | ---- | ---- | ---- | ---- |
| 267  | 262  | 201  | 230  | 196  | 171  |

| 1975 | 1982 | 1990 | - | - | - |
| ---- | ---- | ---- | - | - | - |
| 141  | 127  | 111  | - | - | - |

## Économie

### Agriculture
La viticulture est une activité importante de Graves-Saint-Amant, qui est située en Petite Champagne, dans la zone d'appellation d'origine contrôlée du cognac.
Certains producteurs vendent cognac, pineau des Charentes et vin de pays à la propriété.

### Industrie
La carrière de pierre de Bois-Catineau, ouverte au XXe siècle employait 18 personnes en 1988.

## Culture locale et patrimoine

### Lieux et monuments

#### Patrimoine religieux
Le bourg de Graves abrite une église paroissiale, l'église Saint-Martin, construite aux XIIe et XVe siècles. Cette dernière contient notamment une peinture murale (teintes principales rouge et jaune) datée approximativement du XVe siècle représentant apparemment une scène biblique (restaurée en 1977), qui est classée monument historique à titre objet. L'église est classée monument historique depuis 1986.

Église Saint-Martin de Graves
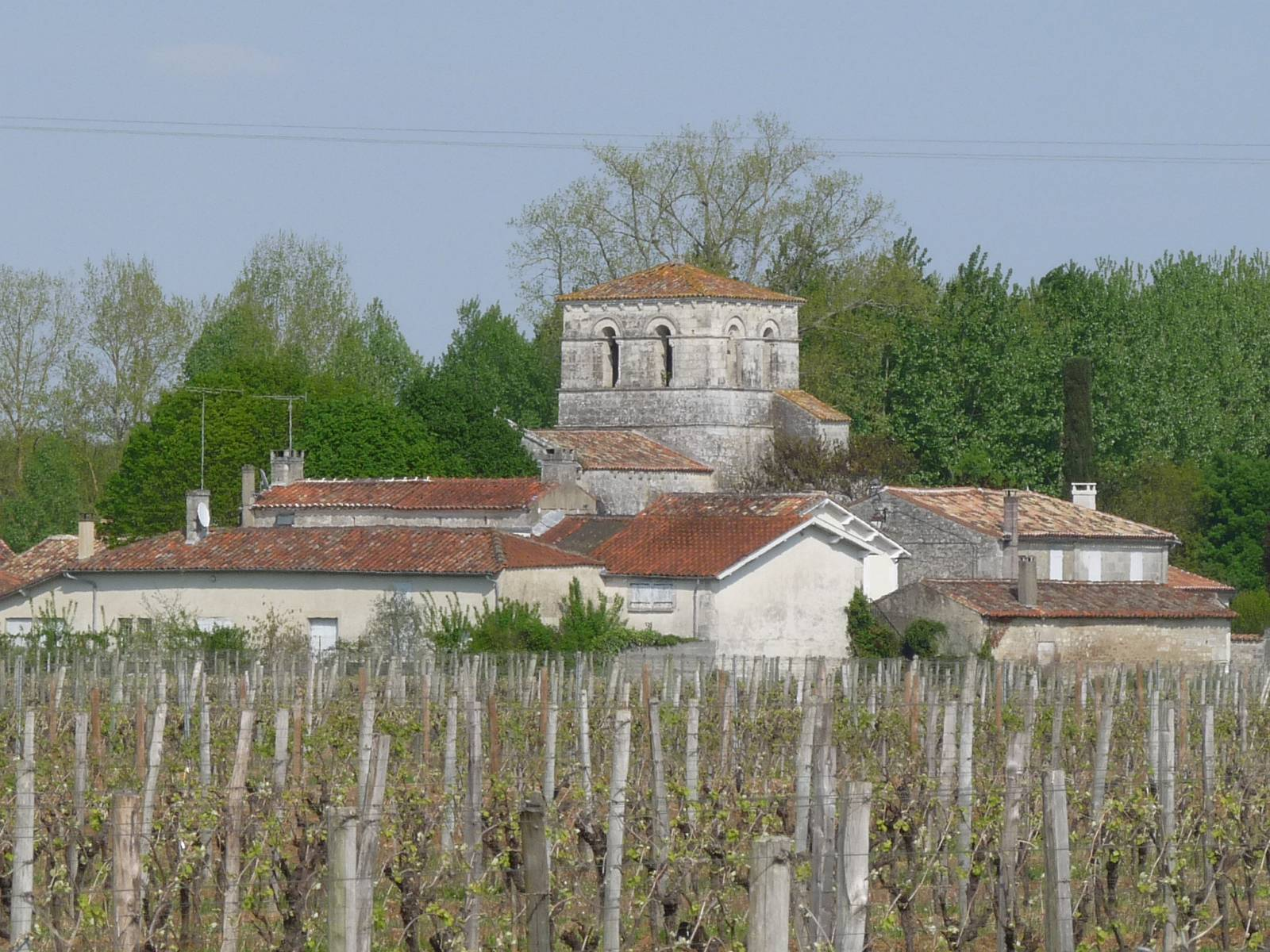
Vue du sud-ouest.
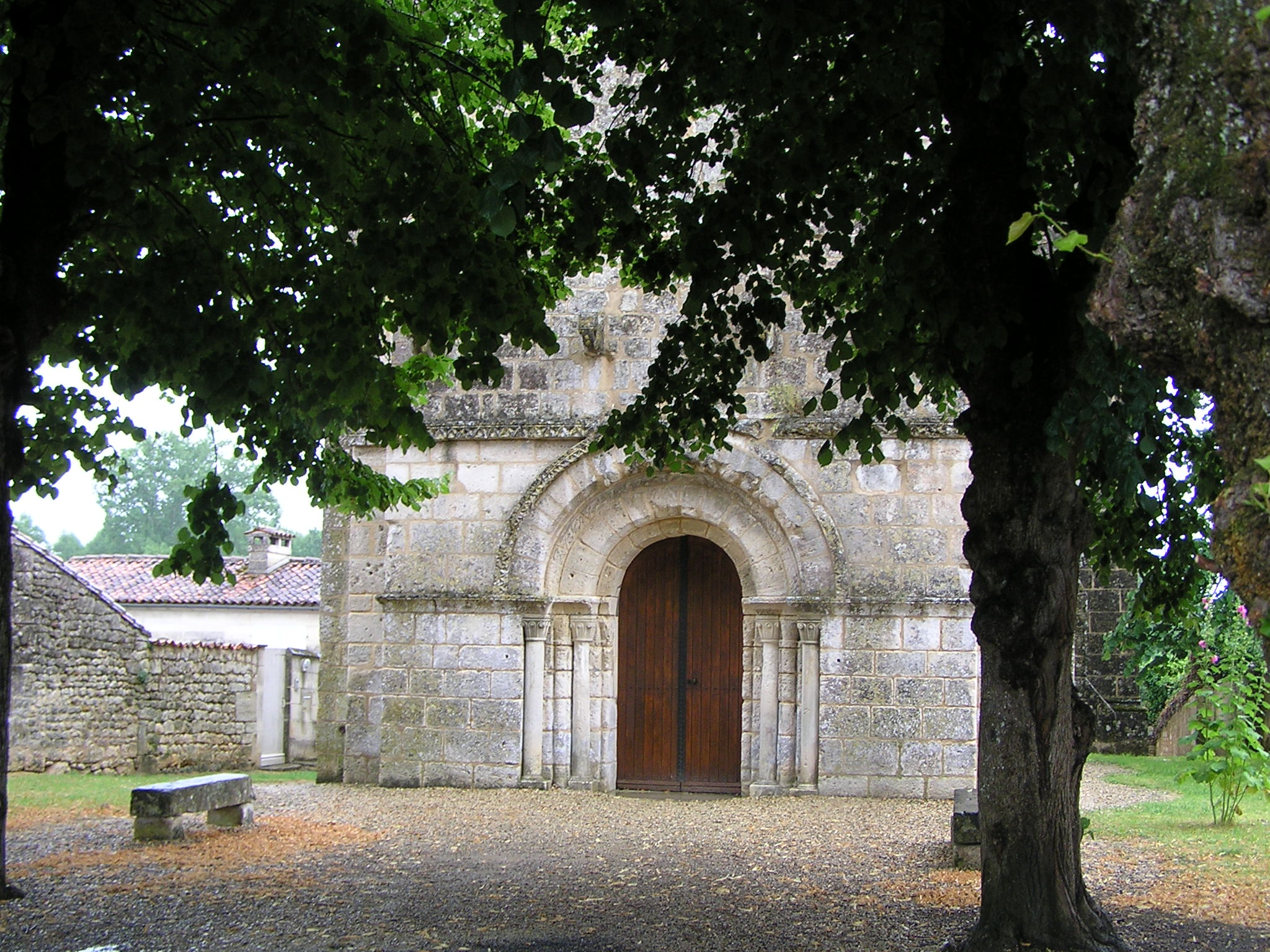
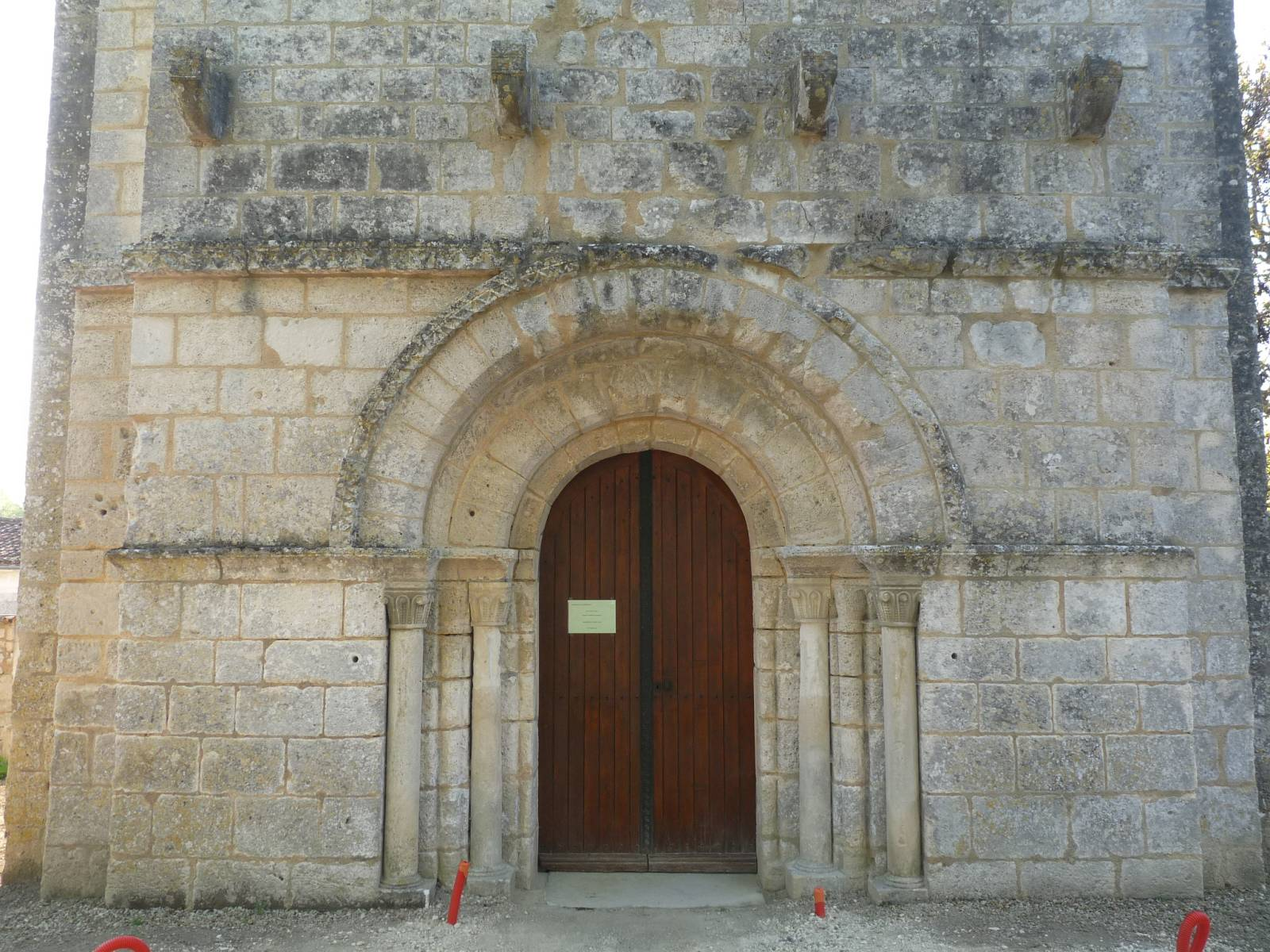
Le portail.

L'église paroissiale Saint-Amant, située au bourg de Saint-Amant-de-Graves, a été le siège d'un prieuré. Elle fut détruite par les protestants, puis reconstruite au XVIIe siècle.

Église Saint-Amant
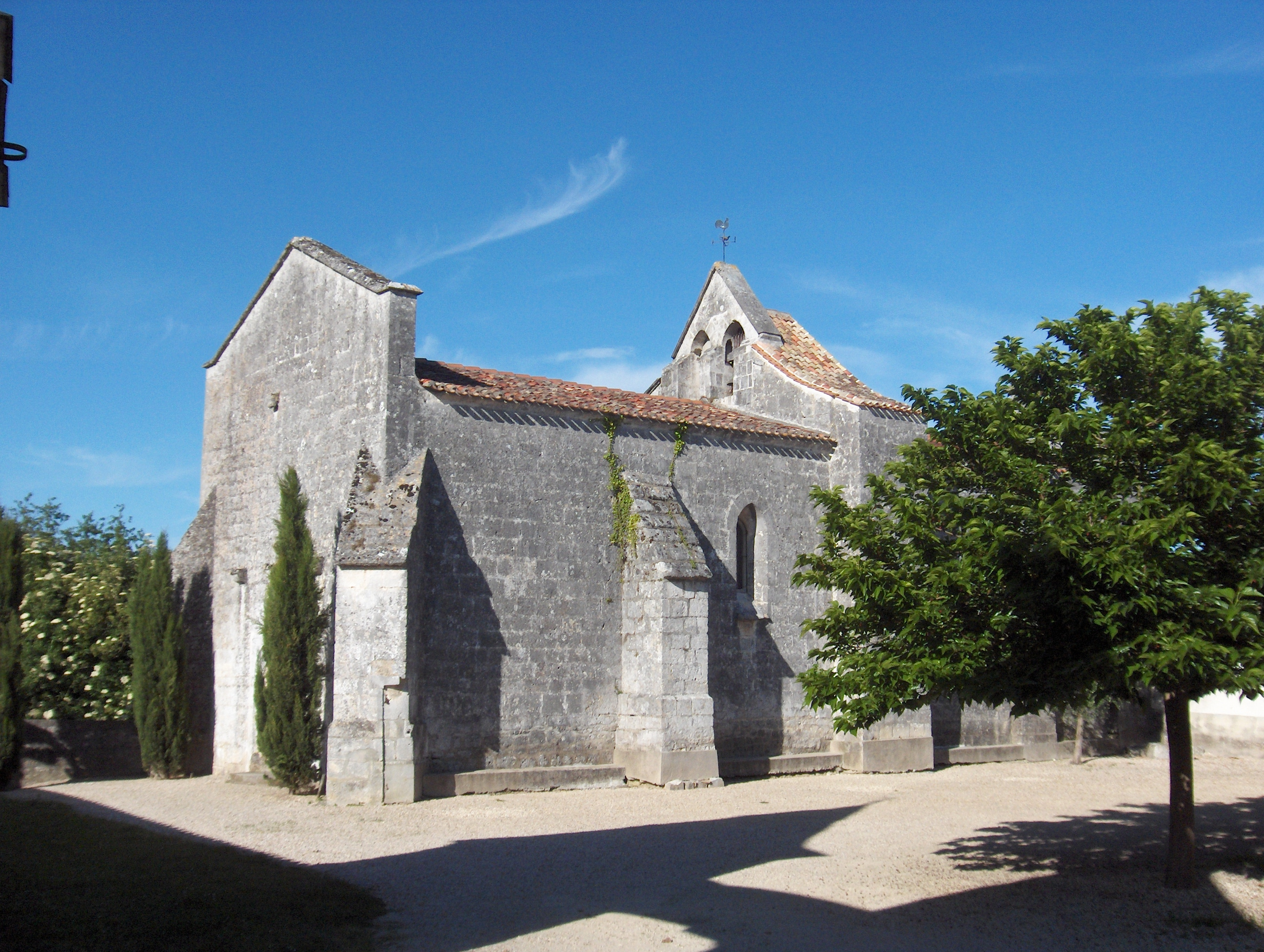
Vue du bourg.
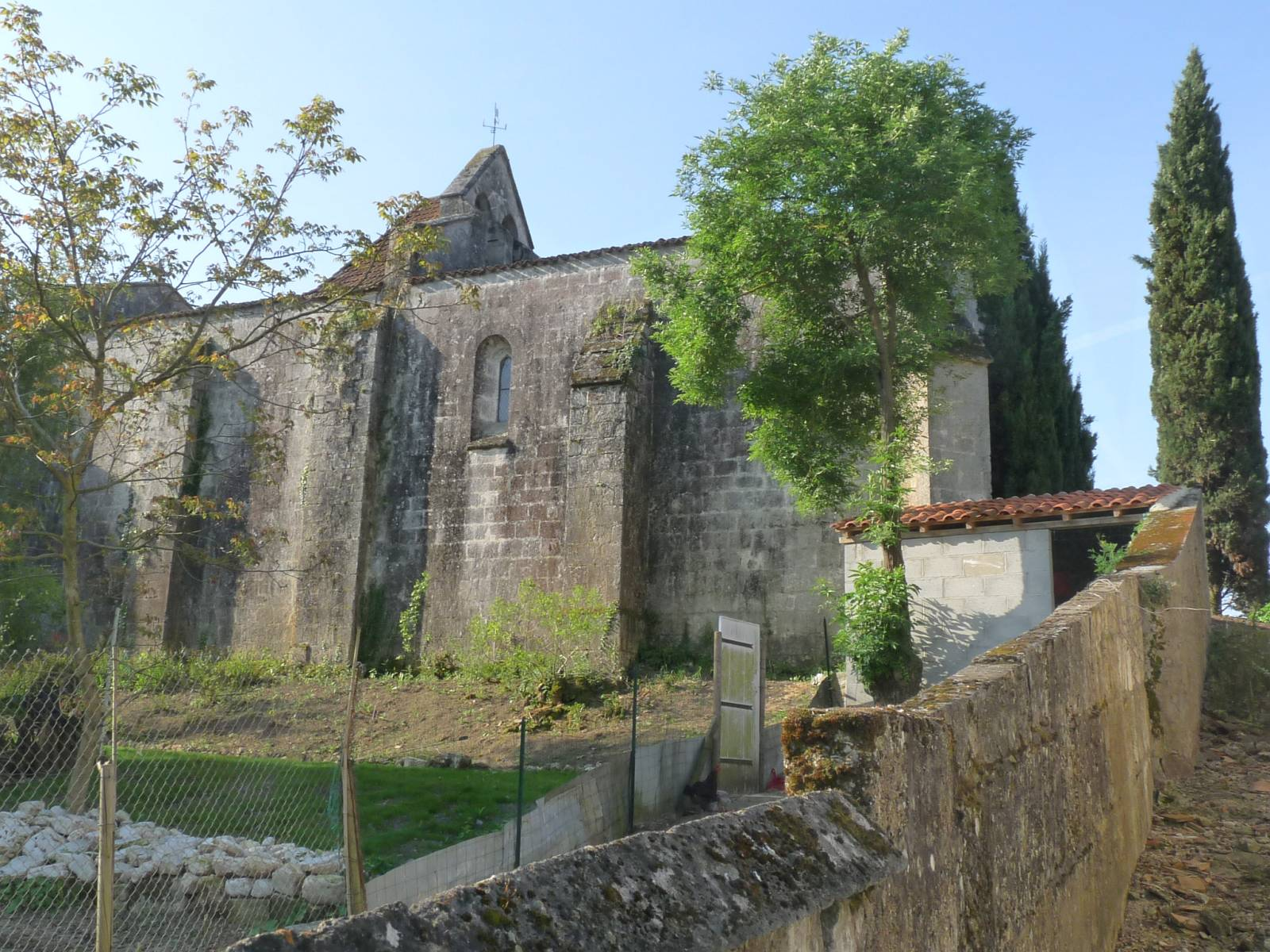
Vue du bas.
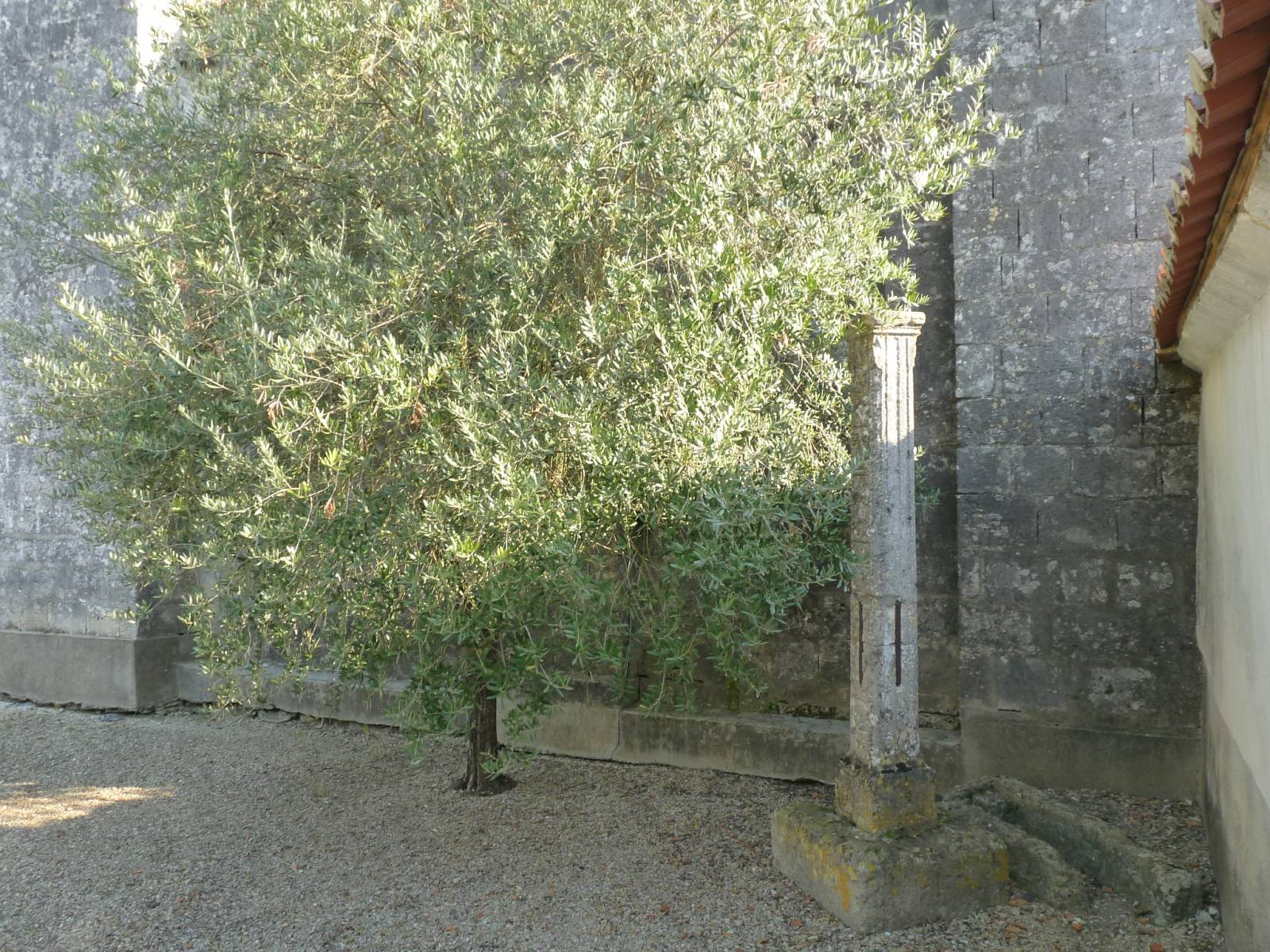
Croix et olivier au pied de l'église.

#### Patrimoine civil
Le logis de Bois-Charente a été construit au XVIe siècle et sur la tourelle d'escalier, on peut lire 15xx, une date dont les dizaines et les unités sont effacées. La tour hexagonale et la tourelle d'escalier, au centre de la façade antérieure, seraient donc du XVIe siècle alors que l'élévation serait postérieure et qu'il y a eu des restaurations au XIXe siècle. Il a été au début du XXe siècle la propriété de Jean Fougerat dont il est toujours le siège de sa fondation et qui y est enterré. Son mausolée de marbre rouge exécuté par les sculpteurs Raoul Lamourdedieu et Émile Peyronnet reproduit des scènes de la viticulture charentaise,.
Le logis de Courpeteau daterait du XVIIe siècle mais le moulin de Courpeteau (ruiné), sur le ruisseau d'Anqueville, ne daterait lui que du XVIIIe siècle.
Il reste deux lavoirs, à la Natrie et chez Renouard.

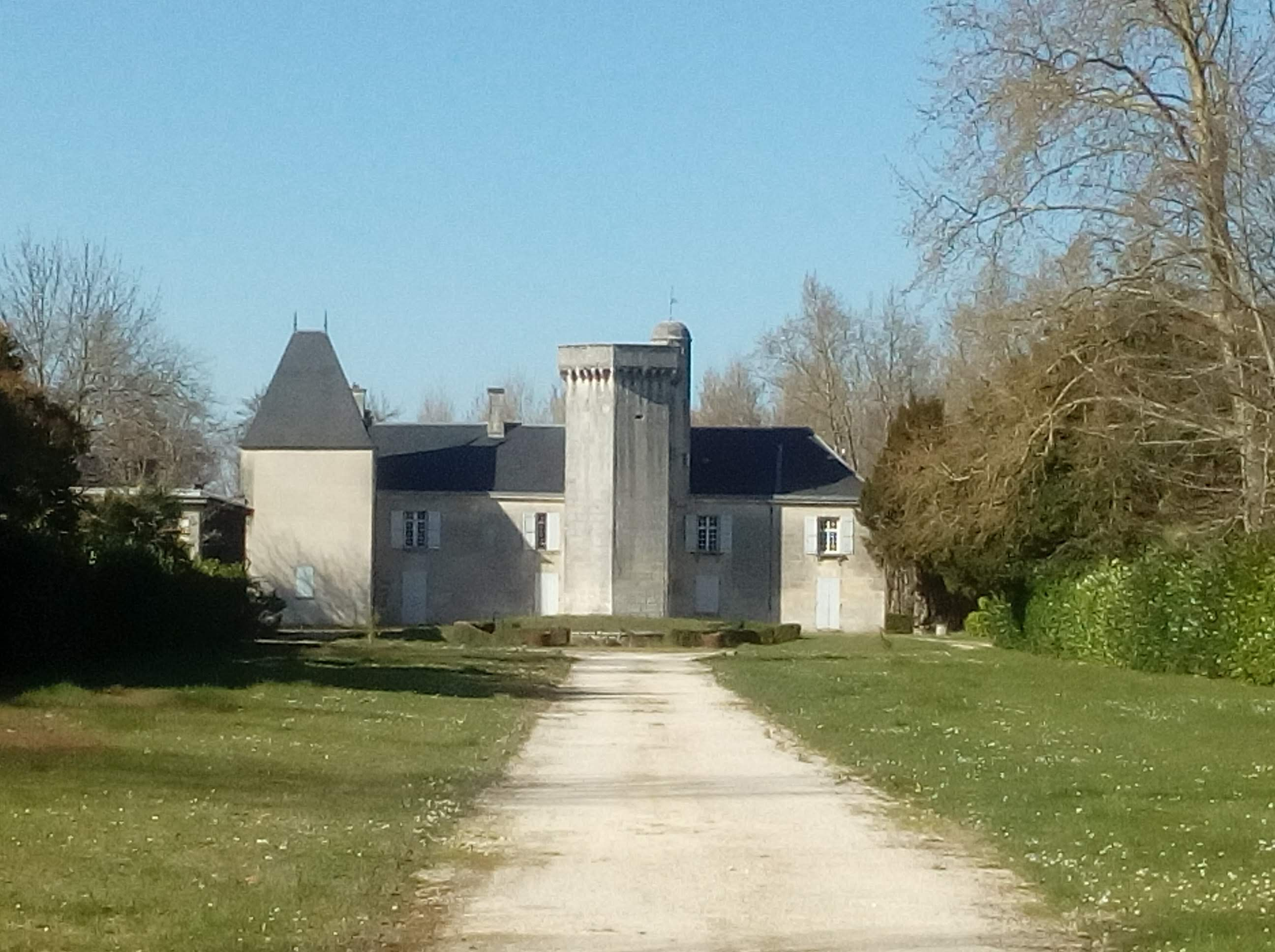
Château de Bois-Charente.
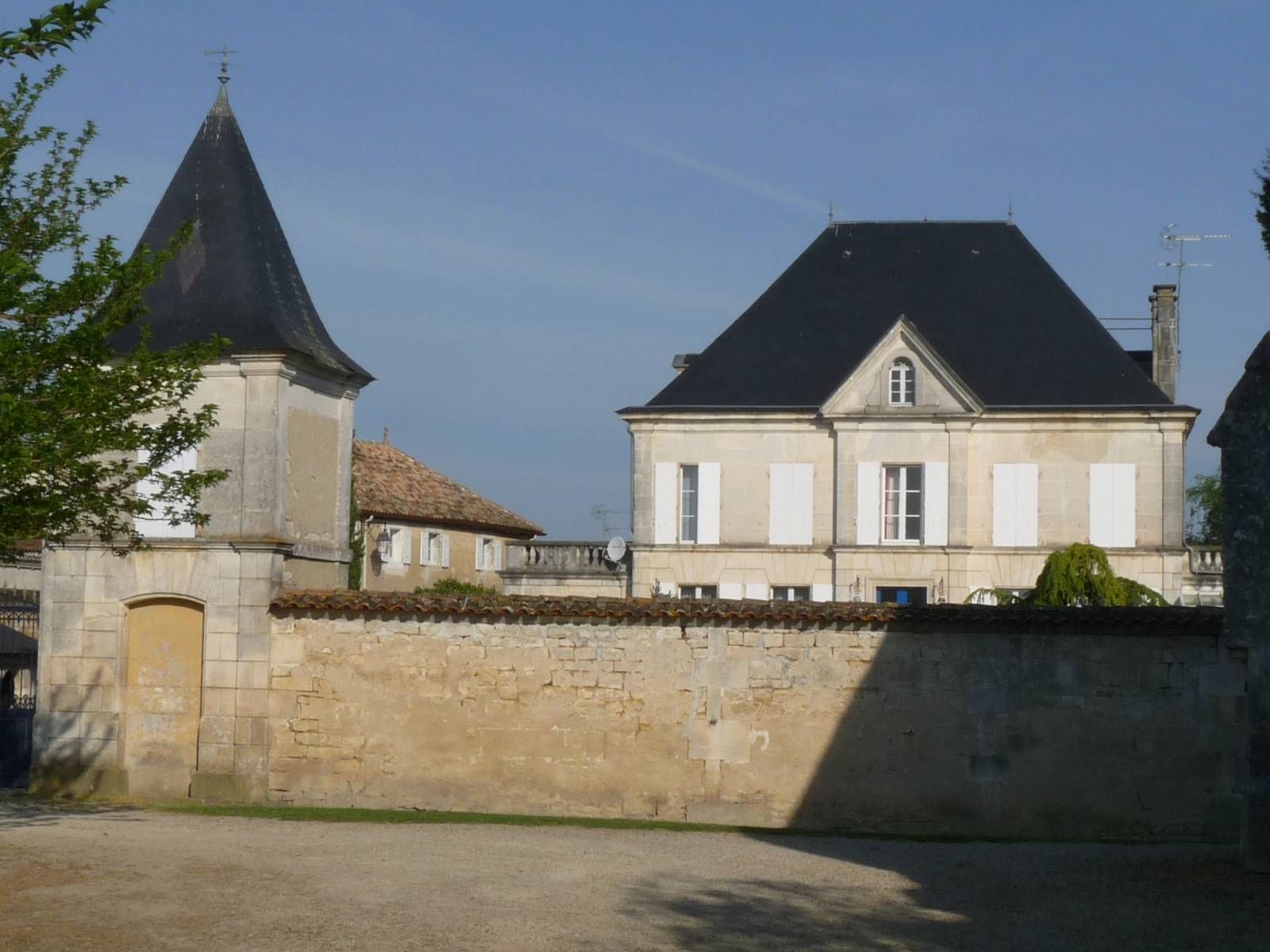
Logis dans le bourg.
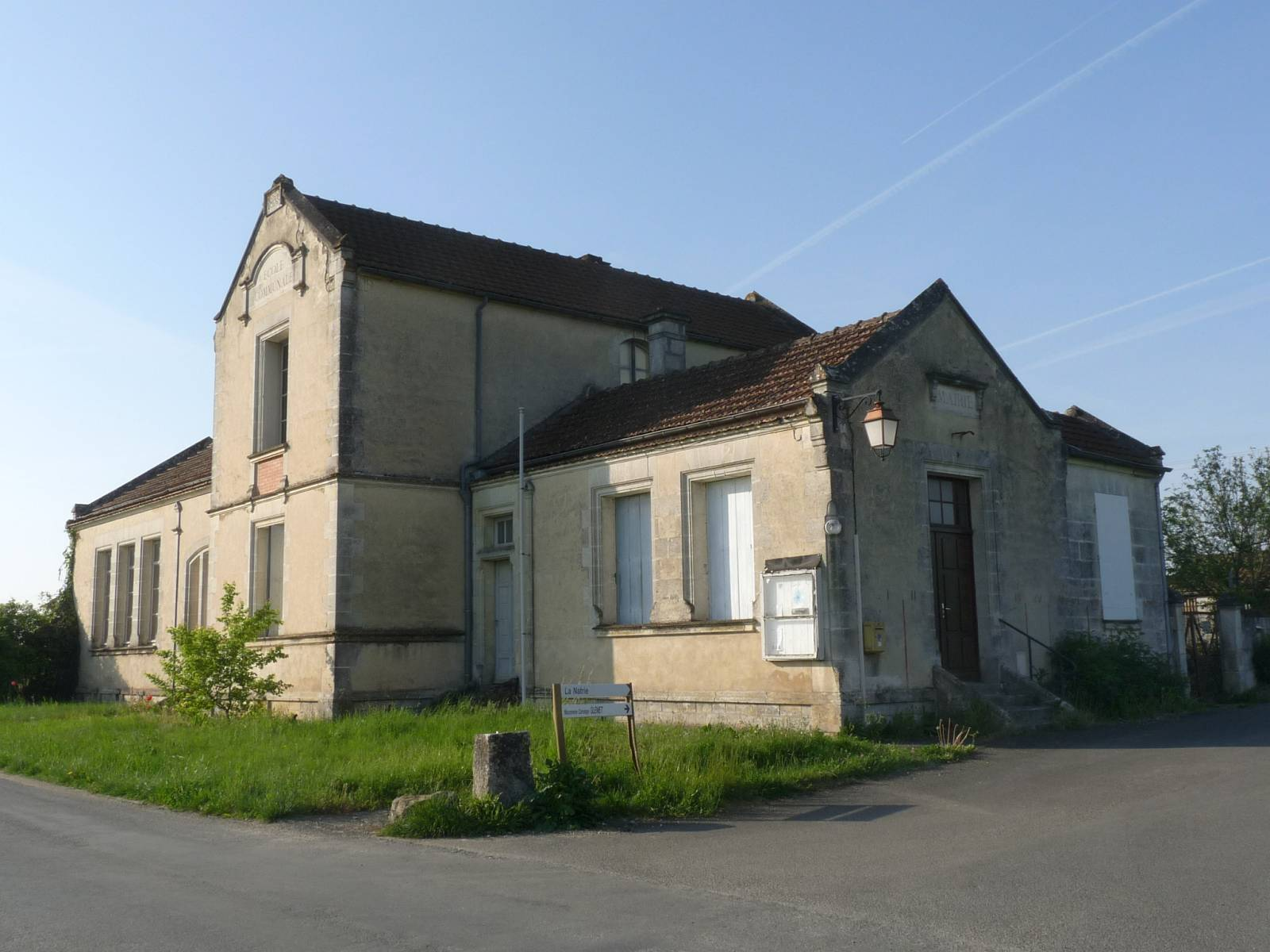
L'ancienne mairie sur la D 154.

#### Patrimoine environnemental
La commune est bordée par la Charente et se trouve en zone Natura 2000 Charente amont.
Près de l'écluse de Juac, le hameau de Juac (commune de Saint-Simon) est animé par le tourisme fluvial.
Le fleuve offre aussi une halte fluviale à Graves.

La Charente au pied de Graves
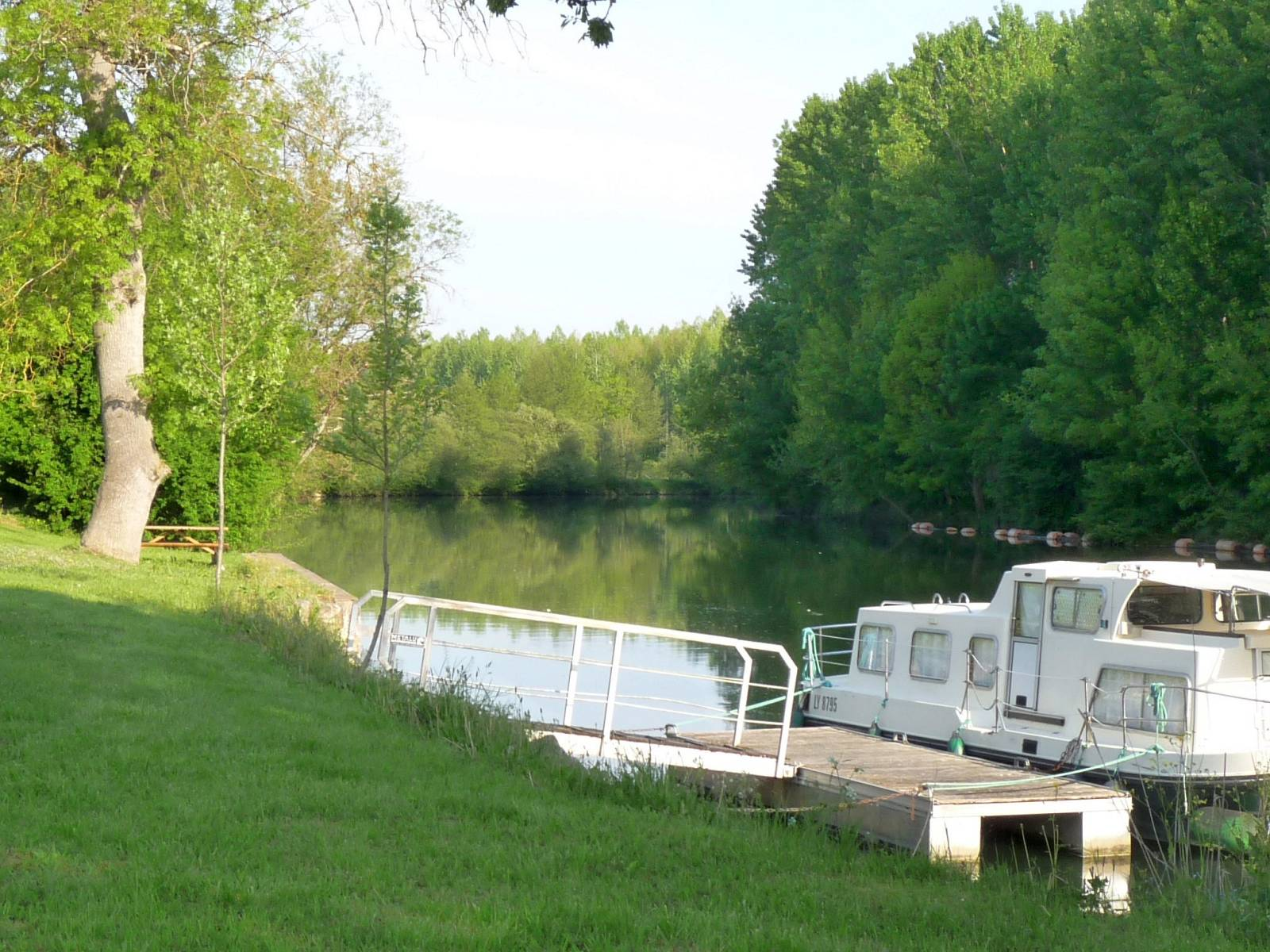
La halte fluviale.
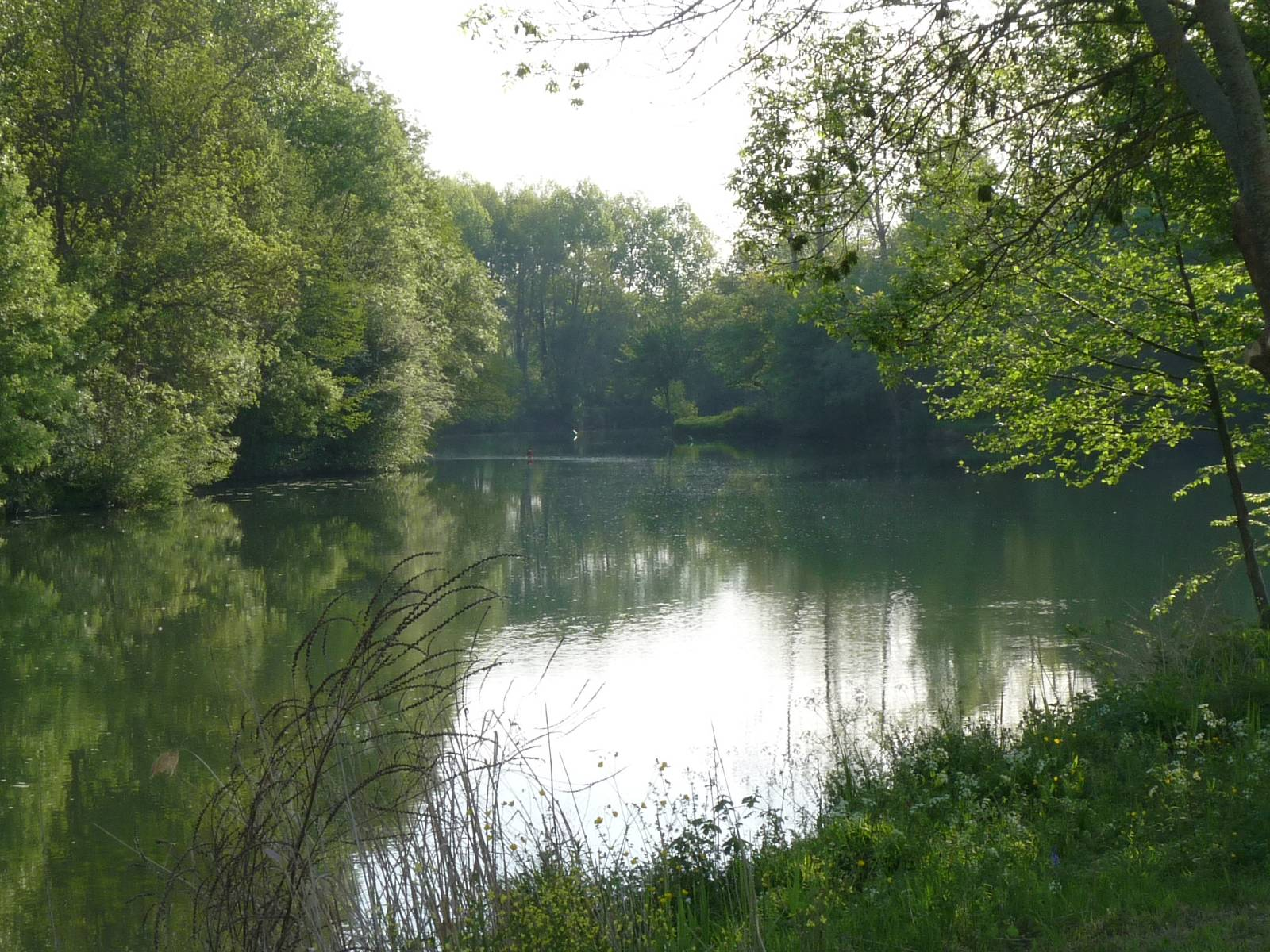
Vue vers l'amont.

Le GR 4 qui va de Royan à Grasse passe au sud de la commune.

### Personnalités liées à la commune
- Jean Fougerat (1863-1932). Pharmacien, viticulteur à Bois-Charente et bienfaiteur. Il a donné son nom à une rue d'Angoulême et une fondation est à son nom depuis 1965[46].
- Albert Naud (1904-1977), journaliste, militant politique, avocat et résistant, est né à Graves.

### Héraldique
| Blason de Graves-Saint-Amant | Blason  | De gueules à trois aigles d'argent.              |
| Blason de Graves-Saint-Amant | Détails | Le statut officiel du blason reste à déterminer. |